# Список президентів Мальти
Президент Мальти (мальт. President ta' Malta, англ. President of Malta) — конституційний глава держави Республіка Мальта, гарант Конституції. Посаду заснували 1974 року, і за цей час її обіймали десять людей, а ще двоє були виконувачами обов'язків. Чинним президентом є Джордж Велла.

## Перелік
| #  | Фото | Ім'я                    | Початок правління | Закінчення правління |
| -- | ---- | ----------------------- | ----------------- | -------------------- |
| 1  |      | Ентоні Мамо             | 13 грудня 1974    | 27 грудня 1976       |
| 2  |      | Антон Буттіджіч         | 27 грудня 1976    | 27 грудня 1981       |
| —  |      | Альберт Хізлер          | 27 грудня 1981    | 15 лютого 1982       |
| 3  |      | Агата Барбара           | 15 лютого 1982    | 15 лютого 1987       |
| —  |      | Пол Швереб              | 15 лютого 1987    | 4 квітня 1989        |
| 4  |      | Ченсу Табоне            | 4 квітня 1989     | 4 квітня 1994        |
| 5  |      | Уго Міфсуд Боннічі      | 4 квітня 1994     | 4 квітня 1999        |
| 6  |      | Гвідо де Марко          | 4 квітня 1999     | 4 квітня 2004        |
| 7  |      | Едвард Фенек Адамі      | 4 квітня 2004     | 4 квітня 2009        |
| 8  |      | Джордж Абела            | 4 квітня 2009     | 4 квітня 2014        |
| 9  |      | Марі-Луїз Колейро Прека | 4 квітня 2014     | 4 квітня 2019        |
| 10 |      | Джордж Велла            | 4 квітня 2019     |                      |